# Chinese Volleyball League 2012-2013 (femminile)
La Chinese Volleyball League 2012-2013 si è svolta dal 2012 al 2013: al torneo hanno partecipato 12 squadre di club cinesi e la vittoria finale è andata per la nona volta al Tianjin.

## Squadre partecipanti
| - Bayi - Beijing - Fujian - Guangdong Hengda - Henan - Jiangsu | - Liaoning - Shandong - Shanghai - Sichuan - Tianjin - Zhejiang |

## Premi individuali
| Premio             | Giocatrice           | Squadra          |
| ------------------ | -------------------- | ---------------- |
| MVP                | Carolina Costagrande | Guangdong Hengda |
| Miglior allenatore | Wang Boaquan         | Tianjin          |

## Classifica finale
| Pos | Squadra          | Verdetto                        |
| --- | ---------------- | ------------------------------- |
| 1   | Tianjin          | Al campionato asiatico per club |
| 2   | Guangdong Hengda |                                 |
| 3   | Zhejiang         |                                 |
| 4   | Beijing          |                                 |
| 5   | Bayi             |                                 |
| 6   | Shanghai         |                                 |
| 7   | Liaoning         |                                 |
| 8   | Jiangsu          |                                 |
| 9   | Sichuan          |                                 |
| 10  | Shandong         |                                 |
| 11  | Fujian           |                                 |
| 12  | Henan            |                                 |